# Trafik Stockholm

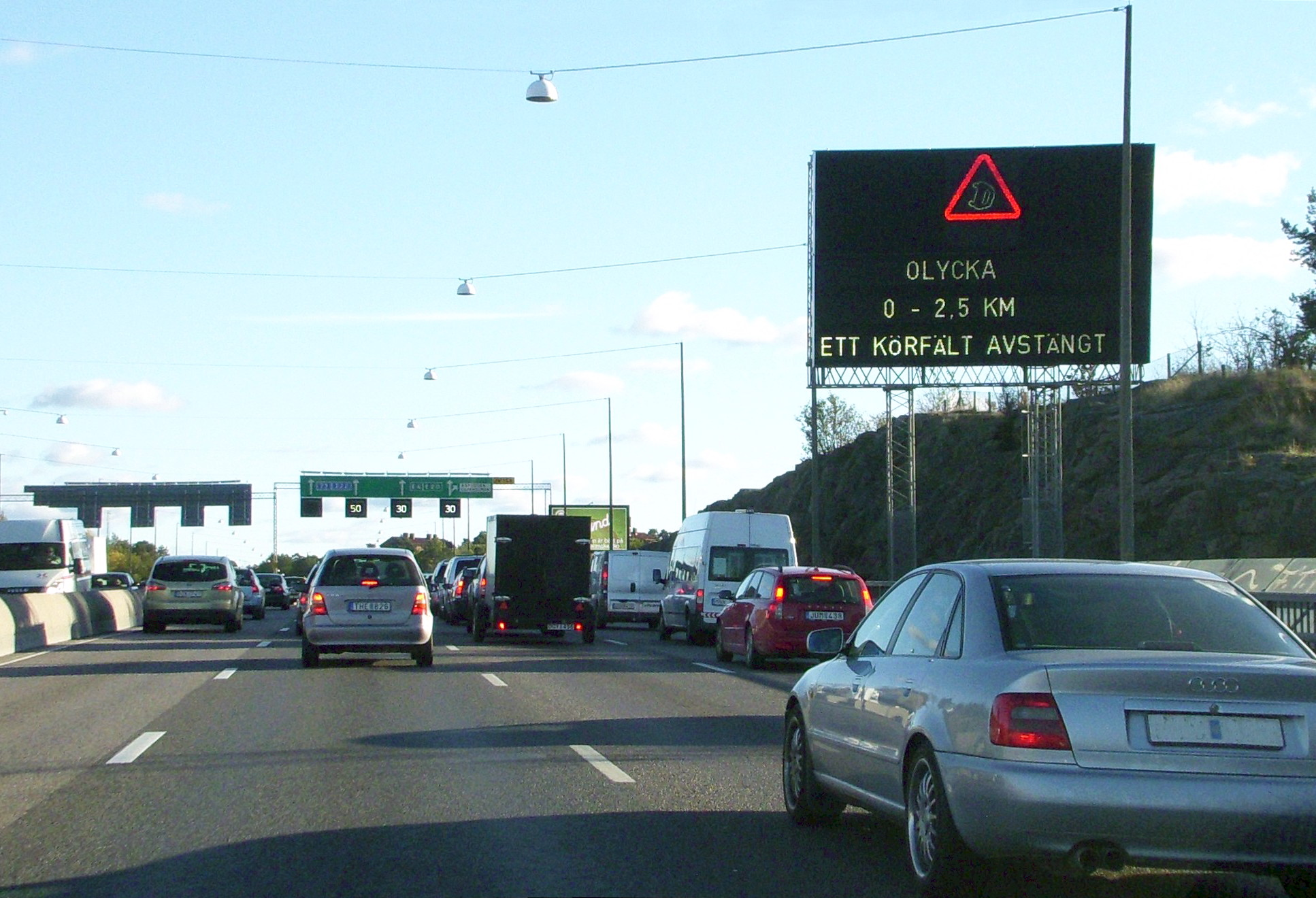
"Olycka - Ett körfält avstängt"

Trafik Stockholm är en trafikledningscentral som lyder under Trafikverket och drivs i samarbete med Stockholms stad. Den leder och informerar om trafik i Stockholmsområdet, i Mälardalen och på Gotland, med en mer omfattande verksamhet för kommunala gator i Stockholm. Trafik Stockholm hanterar även felanmälningar kring gator, torg och parker i Stockholms stad. Ledningscentralen ligger för närvarande (2021) i Trafikverkets lokaler på Kungsbron i centrala Stockholm.
Meningen med verksamheten är att få en säkrare och effektivare framkomlighet på vägarna och därmed minskad miljöpåverkan. Vägtrafikledningscentralen samlar in information om exempelvis stillastående bilar, köbildning, olyckor och föremål på vägbanan. Innan beslut om åtgärd tas gör trafikledaren en analys av situationen. Till sin hjälp har trafikledaren en mängd tekniska system som exempelvis kameraövervakning, rapporter från polis och allmänheten eller yrkestrafikanter. Med systemens hjälp kan trafikledaren även styra trafiken genom att till exempel sänka hastigheten, stänga av körfält eller informera om hinder på vägen via trafikinformationstavlor.